# Kroata Esperanto-Ligo
A Kroata Esperanto-Ligo (KEL) (magyar: Horvát Eszperantó Szövetség, horvát: Hrvatski savez za esperanto) egy egyesület, amely egyesíti az eszperantistákat, eszperantista civil szervezeteket és azok támogatóit Horvátországban.

## Története
Az eszperantó tanulását viszonylag elég korán kezdték a horvátok. Az első két személy, akik elkezdték az eszperantó tanulását, Natalija Hergović, és Marija Magdalena Pilepić voltak Eszéken (akkoriban Esseg), őket követték Hergović testvérei. Nevük már Zamenhof 2. számú címjegyzékében is megtalálható volt, amely 1889 decemberében jelent meg. A szervezett eszperantó mozgalom azonban csak 1908-ban, az Eszperantó Világszövetség (UEA) megalakulásának évében kezdődött.
1908-ban megjelent az első horvát nyelvű tankönyv (Špicer, 1908) és az első szótár (Danica Bedeković, 1908). 1908. december 28.-án Zágrábban megalakult az első eszperantó szervezet: a Horvát Eszperantisták Szövetsége (Unouniĝo de kroataj esperantistoj - UKE).
1908. április 10-én jelent meg az első eszperantó újság Horvátországban, Kroata Esperantisto néven. 1910-ben Zágrábnak volt az első UEA-küldöttje: Ivan Stalzer joghallgató. Az UKE hivatalosan az első világháború végig létezett és 1920. február 8-án szűnt meg, de valójában már 1911 végén. A mozgalom 1919-ben újult meg, amikor a volt UKE-tagok egy csoportja ismét működni kezdett Zágrábban. 1919. április 1.-jén indult el az első tanfolyam Zágrábban, Danica Bedeković vezetésével. Ez egy ún. előkészítő tanfolyam volt a Zágrábi Eszperantó Társaság (ZEA) későbbi megalakulásához, amely 1919. augusztus 16-án fogadta el alapszabályát (melyet 1920. február 8-án hagytak jóvá), így a ZEA az UKE közvetlen utóda lett. 1935-ben 431 szervezett eszperantista élt az akkori közös délszláv államban. 1941-ben 38 egyesület működött 1247 taggal, nagy részük Horvátországban élt. 1945. szeptember 9.-én megalakult a „Bude Borjan” és a „Kroata Esperanto-Ligo” eszperantó társaság (Horvát Eszperantó Szövetség, KEL), mindkettő Zágrábban.

## Fordítás
- Ez a szócikk részben vagy egészben  a   Kroata Esperanto-Ligo című eszperantó Wikipédia-szócikk ezen változatának fordításán alapul.  Az eredeti cikk szerkesztőit annak laptörténete sorolja fel. Ez a jelzés csupán a megfogalmazás eredetét és a szerzői jogokat jelzi, nem szolgál a cikkben szereplő információk forrásmegjelöléseként.